# Darkness in your Life
Darkness in your Life je EP album německé skupiny Crown of Creation. Bylo vydáno roku 2010 a je na něm 4 písniček. Na tomto albu už se skupinou nespolupracoval Adrian Lesch.

## Seznam skladeb
1. Darkness in your Life – 4:01
2. Run away – 4:14
3. Fallen Angel – 4:36
4. Frustsong Version 2010 – 4:17

## Obsazení
- Anne Crönert – Zpěv
- Matthias Blazek – Klávesy
- Thomas Czacharowski – Klávesy a speciální efekty
- Adrian Lesch – Klávesy a speciální efekty
- Olaf Oppermann – Kytara